# Villa Fiorita
Villa Fiorita is een metrostation in de Italiaanse gemeente Cernusco sul Naviglio dat werd geopend op 5 mei 1968 en wordt bediend door lijn 2 van de metro van Milaan.

## Geschiedenis
In 1959 werd een plan goedgekeurd om de interlokale tram tussen Milaan en het Addadal buiten de stad op vrije baan te brengen in verband met toenemende hinder van het overige wegverkeer. De vrije baan werd tussen 1962 en 1968 gebouwd tussen Gorgonzola en Cascina Gobba. Gaande de bouw werden vier stations, Cascina Burrona, Bussero, Villa Fiorita en Villa Pompea, ingevoegd. Ze zijn allemaal opgetrokken uit geprefabriceerde onderdelen naar hetzelfde ontwerp al zijn er verschillen op details. De sneltramdienst op de vrije baan begon op 5 mei 1968, op 4 december 1972 werd de sneltram vervangen door de metro toen de vrije baan werd opgenomen in metrolijn 2.

## Ligging en inrichting
Het station ligt aan de noordrand van het bedrijventerrein Villa Fiorita. De perrons liggen op palen naast de sporen en hebben een golfplaten afdak. De reizigers moeten de sporen kruisen met een loopbrug tussen de perrons ten westen van de loopbrug. De toiletten en kaartautomaten zijn ondergebracht in een mini stationshal langs het zuidelijke perron. Na ongeveer 50 jaar gebruik is groot onderhoud verricht waarbij liften zijn geplaatst en de loopbrug een eigen karakter heeft gekregen. In verband met de ligging buiten Milaan zijn de interlokale tarieven van toepassing.